# Ditrema
Ditrema es un género de peces de la familia Embiotocidae, del orden Perciformes. Este género marino fue descrito por primera vez en 1844 por Coenraad Jacob Temminck y Hermann Schlegel.

## Especies
Especies reconocidas del género:
- Ditrema jordani V. Franz, 1910
- Ditrema temminckii Bleeker, 1853
  - Ditrema temminckii pacificum Katafuchi & Nakabo, 2007
  - Ditrema temminckii temminckii Bleeker, 1853
- Ditrema viride Ōshima, 1940